# Северонижнесаксонский диалект
Северонижнесаксо́нский диалект (нем. Nordniedersächsisch, также Noordneddersassisch) — это группа диалектов нижненемецкого языка, принадлежащая к нижнесаксонским (западно-нижненемецким) диалектам.

## Распространение
Вопреки распространённому мнению, название группы указывает не на то, что она распространена на севере Нижней Саксонии, а в её северной языковой области. Северонижнесаксонский имеет широкое хождение в средствах массовой информации и легко понимается почти во всей Северной Германии: в Бремене, по всей Нижней Саксонии, Шлезвиг-Гольштейне. Это позволяет его легко отличить от соседних вестфальского и остфальского диалектов, распространение которых ограничено. Примечательной особенностью является то, что при большом распространении северонижнесаксонский диалект не распадается, то есть отдельные его диалекты не приобретают существенных отличий со временем.

## Классификация
В составе северонижнесаксонских диалектов выделяют:
- Шлезвигский диалект (Schleswigsch)
- Гольштейнский диалект (Holsteinisch)
- Ольденбургский диалект (Oldenburger Platt)
- Восточнофризский диалект (Ostfriesisches Platt)
- Эмсландский диалект (Emsländisch)
- Дитмаршенский диалект (Dithmarsch)
- Нордганноверш (Nordhannoversch)